# 锣场镇
锣场镇，是中华人民共和国湖北省荆州市沙市区下辖的一个乡镇级行政单位。

## 行政区划

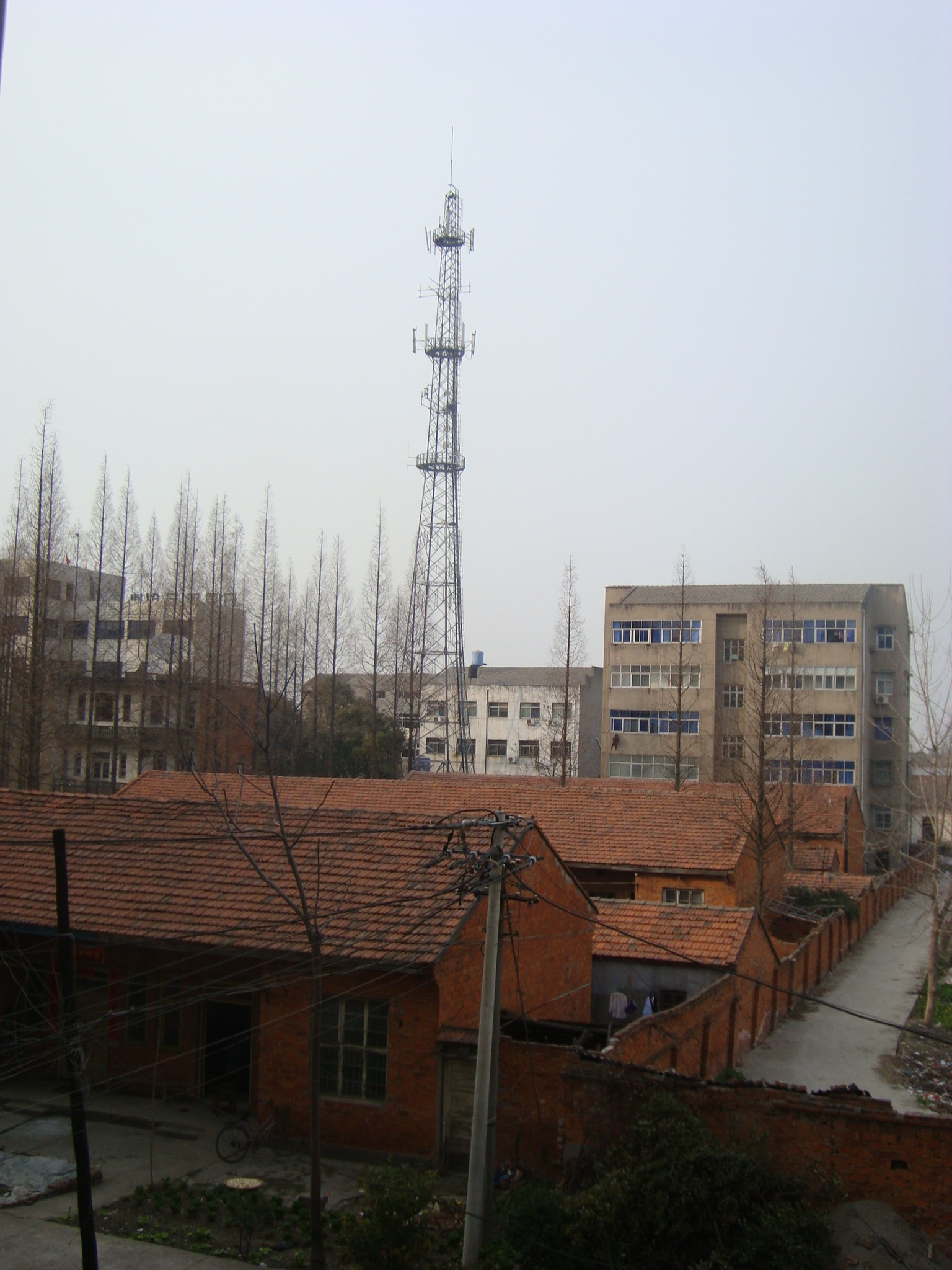
镇政府外景

锣场镇下辖以下地区：
锣场村、长湖村、向湖村、白水村、渔湖村、高阳村、河当村和花台村。